# إخلاص يخلف
إخلاص يخلف العبادي (1967-) إعلامية أردنية

## مشوارها المهني
درست الحقوق تقدمت لكاست اختيار المذيعات في التلفزيون الأردني عام 1985 وهي لا تزال طالبة وكانتى من ضمن 120 متقدمة لم ينجح منهن سوى ثلاث متقدمات: إخلاص وغلاديس منصور وإيمان جاسر النابلسي، وقد تدربت على يد المذيع الأردني الراحل «محمد أمين» قدمت العديد من البرامج والسهرات.
عام 2017 حصلت على درجة الدكتوراه في القانون العام عن أطروحتها في مجالي القانون والاعلام والتي عنونت بحدود الرقابة الادارية على وسائل الاعلام واثرها في الحد من حرية التعبير في التشريع الأردني من جامعة العلوم الإسلامية عام 2019 عينت عضوا في هيئة التدريس في جامعة الإسراء

### حياتها الأسرية
تزوجت من المخرج الأردني محمد العبادي

## البرامج التي قدمتها
قدّمت أكثر من 97 برنامجاً تليفزيونياً أبرزها:-
| البرنامج                      | عرض على           |
| ----------------------------- | ----------------- |
| لقاء الأسبوع                  | التلفزيون الأردني |
| مع الناس                      | التلفزيون الأردني |
| البيت عربي                    | التلفزيون الأردني |
| اللقاء العربي - يا هلا بالضيف | التلفزيون الأردني |
| أردن الشومات                  | التلفزيون الأردني |
| ضمة ورد                       | التلفزيون الأردني |
| البتراء مدينة الحلم والدهشة   | التلفزيون الأردني |
| حكايا الليل                   | التلفزيون الأردني |
| حلوة يا بلدي                  | التلفزيون الأردني |
| هذه ليلتي                     | التلفزيون الأردني |
| يسعد صباحك                    | التلفزيون الأردني |

### البرامج الخيرية
كما قدمت عدداً من برامج تيليثون على الهواء مباشرة، مدة كلٍ منهما تجاوزت 12 ساعة: 
- تيليثون مركز الحسين للسرطان: لمدة 19 ساعة متواصلة. وقد كرّمتها الملكة نور الحسين لإسهامها في البرنامج
- تيليثون التصويت للبتراء كإحدى عجائب الدنيا السبع الجديدة
- تيليثون من أجل لبنان وفلسطين
- تيليثون البوسنة.
- تيليثون لباكستان.

## التكريمات
- الأردن:وسام الملكة نور الحسين عام 1992 للعطاء عن تليثون مركز الامل للسرطان
- تونس:حصلت على خمسة جوائز ذهبية من اتحاد إذاعات الدول العربية في تونس كأفضل إعداد وتقديم في الوطن العربي عن السهرات المشتركة حلوه يا بلدي - يا هلا بالضيف - أردن الشومات - ضمة ورد - البتراء مدينة الحلم والدهشة عام 1999
- الأردن : كُرّمتها الملكة رانيا العبد الله عام 2001 ضمن شعار مبدعون في سماء الوطن [4]
- مصر:كرمت عام 2011 من جامعة الدول العربية و اتحاد المنتجين العرب لمسيرتها الإعلامية ومنحت لقب المرأة النموذج في الوطن العربي.